# Різен (порода кролів)
Різен (інші назви «німецький гігант» або «німецький велетень») — порода кролів, виведена в Німеччині в результаті адаптації кроликів бельгійський фландр до місцевих умов утримання і розведення. Ці кролики-гіганти  популярні не тільки в Німеччині, але й в Україні.

## Історія
Німецькою мовою «різен» (нім. riesen), означає «гігантський», «велетенський», «величезний». Порода походить від кроликів Фландрії (бельгійських велетнів), що набули поширення на території нинішньої Німеччини ще в ХІХ столітті. На той час кролів фландр, незважаючи на свою назву, величезними назвати було важко, їх вага не перевищувала 5 кг.
Німецькі селекціонери зайнялися поліпшенням м'ясних характеристик породи фландр і досягли відчутних успіхів. Німецький різновид фландр виділено в окрему породу — різен (Німецький гігант), що значно перевершила, попередню породу і в ваговій категорії, і в габаритах.

## Біологічні характеристики
Кролики різен — великі, у середньому близько 7-8 кг вагою, але зустрічаються екземпляри і до 12-15 кг. Їх відрізняє масивний тулуб довжиною до 70 см, потужний кістяк і велика широка голова з великими округлими вухами до 15-17 см завдовжки, що мають вертикальне положення. Голова пропорційна тулубу.
Очі зазвичай коричневого кольору. Ноги прямі та могутні. Хутро у німецьких гігантів густе та щільне, аж до 4 см завдовжки. Також цій породі притаманні різноманітні забарвлення. Німецький різен може бути з чорним, сірим, блакитним або жовтим хутром. Останнє забарвлення німці називають «золотим» (Deutsche Riesen gelb). Тож не дивно, що ця порода користується у кролівників особливою популярністю.
Самиці готові до розмноження тільки на 10-й місяць після народження і дуже плодовиті. Кількість кроленят у виводку від 10 до 12 кроленят. Їм обов'язково потрібно забезпечити тишу, спокій і збалансоване харчування.
Кролики цієї породи відрізняються міцним здоров'ям, стійкістю до хвороб і холодних кліматичних умов.
Кролики породи різен — це одна з найпоширеніших у Німеччині порід м'ясо-хутряного напрямку. З цими ж цілями розводяться і в нашій країні. Це одна з найбільших порід, роками селекціонована на підвищення комерційних характеристик. Кроленя різен за перші кілька місяців життя досягає розмірів забійної ваги середніх порід кроликів. Однак є деякі нюанси. Багато фермерів вважають розведення кроликів різен нерентабельним через їх пізнє статеве дозрівання, особливих проблем зі здоров'ям, труднощами з оптимальним вибором між збільшенням забійної ваги та кількістю корму, що споживаються кроликом (великим кроликам необхідно багато продуктів), а так само через нескромні вимоги до площ кліток.